# غويل
غريغوري غويل (بالإنجليزية: Gregory Goyle)‏ هو أحد الشخصيات الشريرة في سلسلة هاري بوتر، وقد كان أول ظهور له في في هاري بوتر وحجر الفيلسوف وهو صديق دراكو مالفوي وفينسنت كراب وهو من بيت سليذرين وفي الجزء الأخير من سلسلة أفلام هاري بوتر ومقدسات الموت حاول هو ودراكو مالفوي قتل هاري بوتر ورون ويزلي وهيرمايني في غرفة الطلب بإحراق الغرفة، إلا أنهما لم يستطيعا الخروج ومات غويل في غرفة الطلب أثناء تسلقه.